# 曼托瓦钟楼

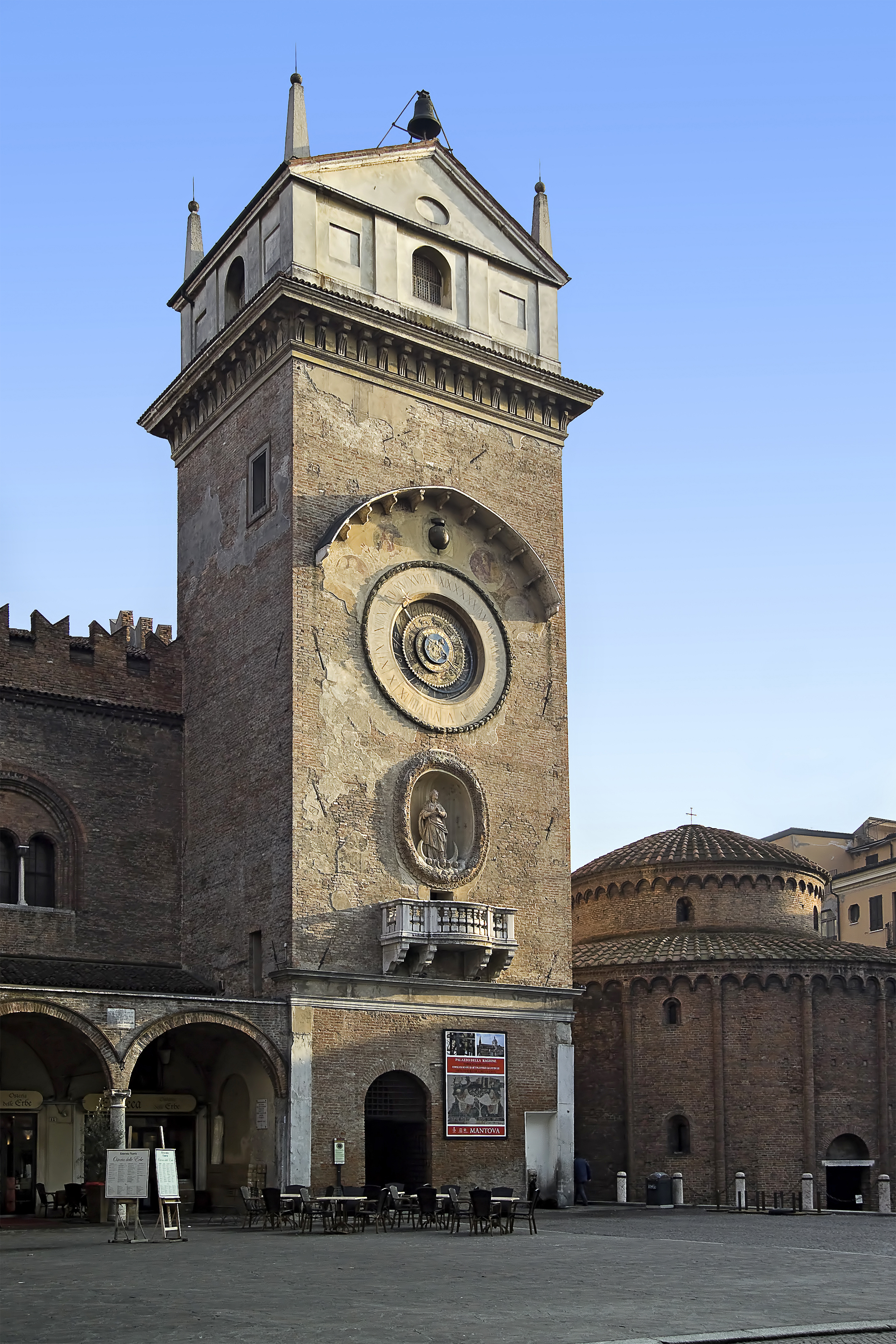
曼托瓦钟楼

曼托瓦钟楼（Torre dell'Orologio）是一座15世纪文艺复兴塔楼，位于意大利曼托瓦百草广场（Piazza delle Erbe）。它附属于理性宫（Palazzo della Ragione），毗邻圣老楞佐圆形堂。它有一个天文钟。

## 历史
钟楼为正方形平面，由佛罗伦萨建筑师卢卡·范切利为曼托瓦侯爵卢多维科三世冈萨加建于1472-1473年， 建在一座13世纪建筑的基础上。一楼的一扇门可以进入理性宫。
天文钟在1473年安装，是曼托瓦数学家巴托洛梅奥·曼弗雷迪的作品。时钟运行了近一个世纪，没有发生任何事故，直到1560年机械装置出现故障，由数学家和天文学家弗朗西斯科·菲洛波诺修复。1700年再次停止运行。1989年由阿尔贝托·戈尔拉修复。
钟下的圣母无原罪雕像和大理石阳台都可以追溯到17世纪初。
曼托瓦钟楼在2012年艾米利亚地震中受损，维修期间关闭。塔内的时间博物馆展示了时钟的旧部件。塔顶可以欣赏城市和周围湖泊的景色。

## 天文钟

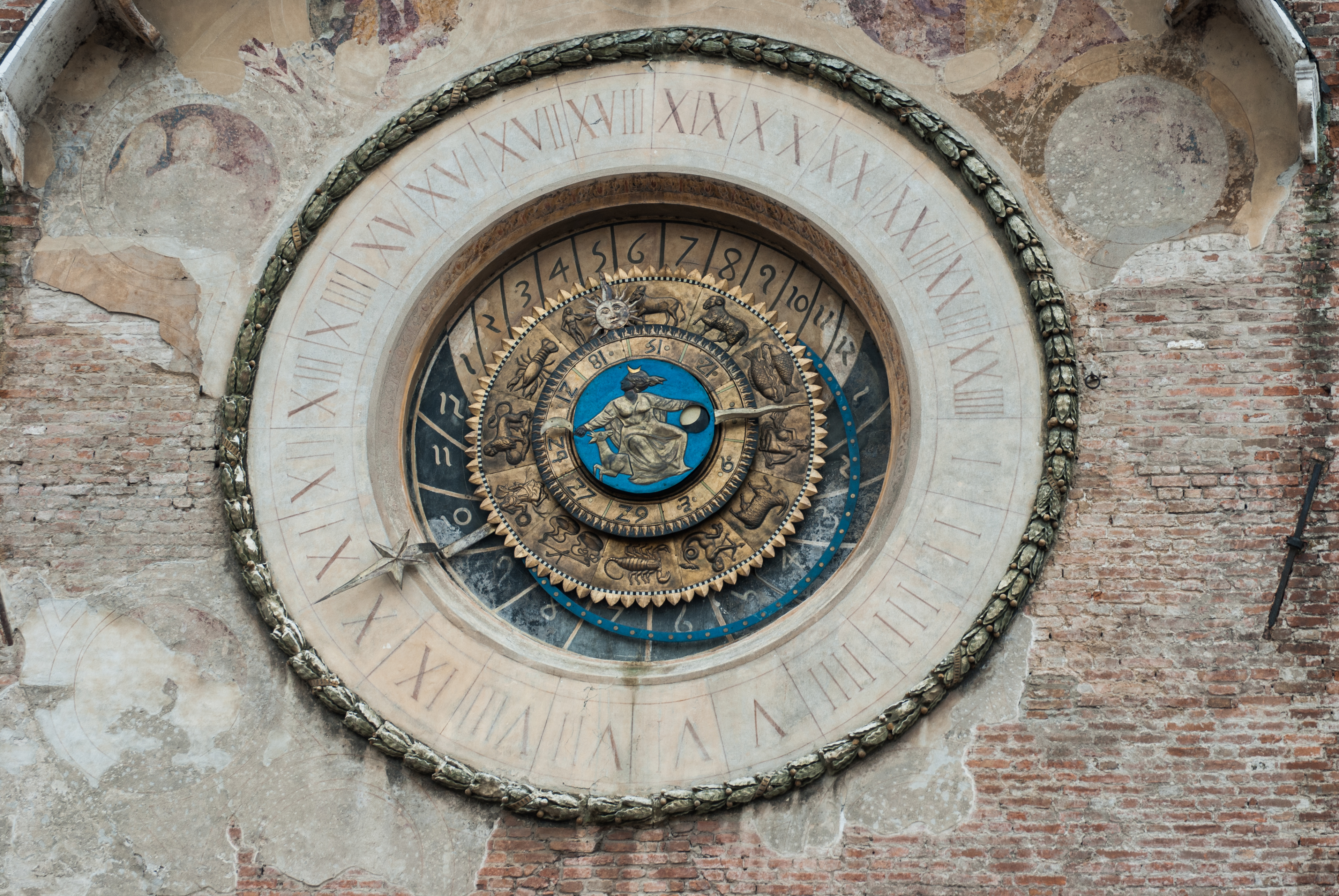
曼托瓦天文钟

钟盘位于15 米的高度，用拱形天篷保护。其周围曾经有12 幅描绘四艺的圆形壁画，随着灰泥的脱落，现在只能看到顶篷下面的四幅。中心的圆盘，显示黃道带的十二个星座。